# Sirup
Sirup (iz arapskog شراب (=šarab) i latinskog siropus) je rastvor koja se dobiva ukuvavanjem ili drugim metodama od tečnosti poput šećerne repe, voćnih sokova ili biljnih ekstrakta. Sirup se pravi za pića i dezerte, kao dodatak testu za zaslađivanje ili bojenje.
U prirodi se pojavljuju sirupima slične stvari poput javorovog sirupa ili meda.
U prehrambenoj industriji važnu ulogu imaju sirupi kao proizvodi koncentrata sokova zbog manje težine tokom prevoza. Na primer sok od narandže se kupuje iskjučivo kao sirup (koncentrat) i razređuje samo pre punjenja vodom na izvornu koncentraciju.

## Spoljašnje veze
- „Syrup”.  (на језику: енглески) (11 изд.). 1911.